# Punta de Silvestre
La Punta de Silvestre és una muntanya de 374 metres que es troba entre els municipis de Flix i la Palma d'Ebre, a la comarca catalana de la Ribera d'Ebre.